# اوک لول (ویرجینیا)
اوک لول (به انگلیسی: Oak Level) یک منطقهٔ مسکونی در ایالات متحده آمریکا است که در شهرستان هنری، ویرجینیا واقع شده‌است. اوک لول ۱۵٫۸ کیلومتر مربع مساحت و ۸۵۷ نفر جمعیت دارد و ۳۹۰ متر بالاتر از سطح دریا واقع شده‌است.